# 神
神，也稱神祇、神靈、神明等，是人类共有的一种超自然的概念，在不同語言中有不同的含義，常和宗教、神秘學、儀式性的習俗有關。其中一種含義是超自然體系中的至高者，受自然規律限制，并主宰地球和小世界，能對物質相位施加直接或間接干涉。
亚伯拉罕诸教裡唯一的造世神，犹太教、基督教称之爲耶和華、雅威、天主或上帝（基督教的神），伊斯兰教称之爲阿拉，这类宗教称爲一神教。
另外一种神的概念發端于自然崇拜和泛靈崇拜，認為天地间有非常多的神灵，这类宗教泛称爲多神教。实际上現代信仰一神教的地區，在一神教擴張前，也曾信仰多神，如古希腊神話諸神、古羅馬神話諸神、古埃及神話諸神、古中國神話諸神等。多神論主要來自「天地萬物皆有靈」的思想，在人類所有的社會中都存在這種概念化的偶像。

## 形成方式

### 神啟／啟示
「神啟」的意思，是由業已存在的神（登天的古人，如亞伯拉罕，飛升者，使徒保罗去过三层天，主動顯現諭示的事件，这些事件由猶太地區的歷代「先知」所行使的神蹟被實證、口耳相傳並被見證者記載下來，或是由默示錄的書寫者拔摩島的約翰、使徒保羅等受啟示者）紀錄或傳講而留存至今。

### 神化论
神化
神化過程論認為神的觀念源於原始社會時期，该观点认为「神」是由人對超自然力量的敬畏而建立，一切人力所不能及的事與物，皆被神化。「神」最初源於物神，隨著社會結構和文化發展，神的形象、神的本體及神的數量皆逐漸變化，由簡單的物神轉為複雜化；由眾神分職，演化成一位至高無上或多層階級的天神體系；也由流傳於氏族，轉為流入部落、民族甚至走向聯合的世界性，由多神轉為一神化。
物質化
隨著社會發達，人對神的形象，有恐懼、敬畏與慈愛，再者只是一種精神的形象；現代社會，很多被認為不可能發生的事，人類相繼地都實現了，人再沒有恐懼神，神亦變得不可怕，進而神的存在開始被質疑，部份人開始由信仰主義變成物質主義，部份人對神的認知也被物質化或功能化。從美學、哲學、心理學等領域皆觀察到，這樣的發展，使「人性」變得被「考察」或「定義」後，再度「複雜化」變得更難被考察或定義，進入自我意義的「無限迴圈」現象。人性普遍變得更加焦躁、不安、對未來沒有目標等情狀。
神格化
人類會將一些具有重大貢獻的人神格化，也就是賦予其神的特質及地位，而古中國有些皇帝則會「封神」，即賜給被封神者「神」的地位。這些皇帝以冊封古代先賢為神的方式，除了肯定其於歷史上的貢獻，也可昭示自己貴為天子的統治權力。

## 神的形象

### 自然神
自然神（Natural God）源於原始社會後期，將不可駕馭的自然體、自然力演化為神，在拜物教初期，直接將自然體，如火、雷、水、太阳等直接加以人格化，認為它們本身是具有意志和具有生命，其後甚至對動物植物也加以神化，隨著人們抽象能力增強，神靈獨立於該自然物體的觀念則逐漸萌生。

### 天神
天神（Sky God）將社會現象或力量人格化，源於原始社會後期，是自然神的演化，隨著生產力的發展及社會結構複雜化、階級化，人不再是一個單單的個體，社會力量也被認為是不可理解及不可駕馭的力量，如戰神、愛神、財神、地域守護神、行業神等。
社會神有多種分支，可分為兩大類：第一類與自己的先天身份（宗族）有關，可稱為宗族神；第二類則與自己的後天身份（如行業）有關，在此類中最主要的是行業神。

#### 社会神的分支
- 宗族神，與自己的宗族有關，這些宗族神可能是極為古老的遠祖。宗族神與家神信仰，即祭祀自己家族近代祖先的形式略有出入。
  - 祖先崇拜

，又稱家神信仰（family god），是一種對於家庭祖靈的崇拜形式，信者通常供奉本家的祖先或過世的家人，認為祂們已成為守護家庭幸福和樂的神靈，可護佑該家庭的安穩，確保自家成員平安順遂。家神在這方面某程度上是部落神的類同，然而，家神也有將家族分宗及標立家族獨特性的功用，不同部落神的是家神少有合併歸流。此外，臺灣地區有一種特別的祖先崇拜形式，稱為唐山祖祭祀。此信仰形式源於清代沿海居民渡海至臺灣開墾時，為攏絡其他姓氏相同者，因而共同建立宗祠，奉祀在中國大陸擁有相同姓氏、但無血緣關係的先人，稱為「唐山祖」。而中國來臺移民之後代祭祀本家先祖，則稱「開臺祖」，與唐山祖概念相對。
- - 部落神（tribal god）與部落起源或眾部落起源有關。（參見條目：圖騰）
  - 民族神（national god）是數個較大部落的部落神的合併體，或幾位同宗教的主神。民族的消滅也並非令該民族神消失，因為它有可能被其他民族吸收同化。
- 行業守護神（trade god）也可以算是社會神的一支，隨社會分工而產生，多與神話或各行的首創者、有功者有關，如中國工匠奉祀的木工之神魯班、釀酒人奉祀的酒神杜康；古希臘女巫奉祀的阿提米絲等。

### 擬人神
擬人神（anthropomorphic God、personal god）的觀念最早由希臘哲學家色諾芬尼提出，人類按照自己形象與本性而設想一個神系，這並非泛指一切神靈，而是指由信仰者加以完全擬人化的神。主要有兩種，第一種為古埃及的宗教，是一種半擬人的過渡期，頭部為動物，而身體是人的神不勝枚舉，另外一種全擬人的神最見於古希臘及古羅馬，如宙斯的神系中諸神皆有人的形象，也過著擬人的生活。

### 抽象神
抽象神（abstract God）為無可見形象的神，可指猶太教及伊斯蘭教。伊斯蘭教禁止為神造像及跪拜偶像，又例如中國古代對「天」的觀念相當抽象，近乎無人稱及無位格。

## 神的本體

### 無神論
無神論者認為任何神皆不存在，如支持者馬克思。
1982年，佛學家化普樂·羅睺羅（Ven. Walpola Rahula）提供重新闡述與解說，认为：「無論是上座部佛教還是大乘佛教，我們都不相信這個世界是憑著神和祂的旨意所創造和管治的。」

### 不可知論
不可知論者認為神的存在是不可被認識或不可能徹底認識，遭到神學家批判，認為儘管信與不信皆沒有足夠的理由，然而思想上的懷疑還是代表行動上肯定宗教的虛假。

### 自然神論
自然神論者宣称上帝創世後，即完成其使命，讓宇宙自行發展，最早於16世紀的基督教索西尼派提出，盛於伏爾泰及盧梭時代，現已式微。

### 泛神論
泛神論者認為神即自然界，神秘泛神論認為神包容自然界及人等一切，簡而言之，人是神的一部份，而自然泛神論則認為自然界是神存在的一種方式，某些情況下與無神論通，哲學家史賓諾沙建立最完整的一元泛神論。

### 泛自然神論
泛自然神論是将自然神論和泛神论合并起来的一种哲學观点。這個观点认为上帝在創造了宇宙和它存在的规则之后，将自己化身成宇宙以及世界万物。

### 內在論
內在論（immanence）者認為神不可離世而獨自生存，與超在論相對，強調神對世界的內在性，強調神的清靜無為，循環、業務（歷史觀），也強調神的神秘性和非人格性質（神性），見於佛教的宇宙秩序論、印度教泛神論、埃及希臘等的多神論、原始宗教的萬物有靈論。

### 超在論
超在論（transcendentalism）者認為神超越或獨立於世界而存在，與內在論相比相對強調神對世界的外在性、超越性，強調神的積極性、是歷史的終極指向（歷史觀），也強調神的理性和人格（神性），存在於猶太教唯一理論、伊斯蘭教至上神論、祆教、諾斯底教派二元論等。

### 超泛神論
超泛神論（panentheism）者綜合超在論及內在論，認為神是存在的本身，而存在作為一切存在物之根基是超在的，而存在在存在物中表現自身是內在的，神既是超在也是內在，是現代基督教神學的一種傾向。

## 神的數量

### 無神論宗教
不相信存在創造或掌控一切的至高神，如佛教相信宇宙間存在各種鬼神，但否認存在掌控一切的至高神，認為一切鬼神皆受因果業力法則牽制；山達基、雷爾教派等新興宗教則認為傳統宗教所說的神其實是高等外星人。

### 多神教
多神教始於原始社會後期，相信眾多神靈之存在，如主行業、主地區，主自然，崇拜者可隨己意在不同情況和需要下選擇不同的神靈加以膜拜。多神教中，神靈者常有階級之別，通常有一最高的主神，其他的各有本領又互有關係。

#### 輪換主神教
輪換主神教（kathenotheism）又稱交替主神教，與多神教類同，然主神的位置尚未固定化，其主神隨地區或時間改變。如印度教中梵天、毗濕奴、濕婆之間，又如希臘宙斯、雅典娜、阿波羅，部分華人民間信仰中的玉皇上帝也存在輪換觀念。

#### 單一主神教
單一主神教有固定主神的多神教，是多神教走向一神教中的一種過渡形成。單一主神教非一定走向一神教，如日本神道教。

#### 二元神教
二元神教（dualistic Religion）相信存在兩個互相對立的神，而只有善神才會被擇為崇拜對象，包括祆教、諾斯底教、摩尼教等。

### 一神教
一神教主要产生于游牧奴隶制社会（例：遠古猶太人），最典型和著名的是亚伯拉罕诸教：即猶太教、基督宗教、伊斯蘭教。
一神教之中只有一個全能的唯一真神，或稱「上帝」、「天主」、「天父」、「聖父」、「真主」、「造物主」等，也常無具像，故通常反對偶像崇拜，其他萬有的權柄都來自於祂，一神教不否定其他靈體，如天使、魔鬼等，但它們只是被造（上帝造出來的）而非創造者，故非「真神」，也非崇拜對象。對於唯一真神的崇敬，應與其他靈體有所分別，以免僭越。
在基督宗教教義上是把耶穌基督信奉為神，稱耶穌道成肉身（道指的是上帝的聖言），由聖靈感孕瑪麗亞而降世為人，是聖父耶和華之子，也是神，是同一位上帝的兩種位格，即「聖父、聖子、聖靈」三位一體說。基督宗教的三位一體之說，在古代雅利安人的世界取得成功，但和猶太教和伊斯蘭教的徹底的一位神論衝突。
猶太教和伊斯蘭教對於先知的尊敬，不同於對上帝的崇拜，即拒絕將人類中的先知神化，如猶太教的摩西不是神，伊斯蘭教的穆罕默德也不是神，只能說是神的使者、代言人。

## 各宗教的神

### 儒教、道教、華人民間信仰
儒家周禮將神靈依位格及屬性分為天神、地祇、人鬼三類。
最高級為天神，包括天上的所有神明，其中以天為最高神（又称帝、上帝、天帝、上天、皇天、老天爺），道教稱为玉皇大帝；其下轄天界諸神有日神、月神、星辰之神、風伯雨師等。
其次為地祇，以后土皇地祇為首，統轄神州地祇、大社、國社、鄉社等各類土地神，及山神、河神、動植物神，乃至灶神、地基主、門神、井神、行神等各類居於地面的大小神明。
其次為人鬼，指被神化的聖賢、偉人、英雄、宗教人物及祖先乃至各類亡靈等，有些和特定職業相關成為行業神。
按現代學術定義，天神、地祇均為自然崇拜，人鬼為祖先崇拜；
道教所信仰的神仙大致可分为两大类，即“神”和“仙”。 其中，“神”是神祇，即天神、地祇、物灵、地府神灵、人体之神、人鬼之神等；其中天神、地祗、阴府神灵、人体之神一类的“神”，是先天存在的真圣。然而，在中国常把“神”和“仙”放在一起称呼，即“神仙”。“仙” 指仙真，含仙人与真人，是后天修炼得道、神通广大、变化莫测且长生不死之人。
上述儒教、道教神祇構成了華人民間信仰的主體崇拜對象。

### 佛教
佛教把部份其他宗教（包括道教、印度教、神道教）中的神称为「鬼神」，可能是天人，如忉利天天主帝釋天；也可能是餓鬼道的多財多福鬼，如夜叉、羅剎；也可能是畜生道有神通的鬼神，如龍王、迦樓羅等。即使是尊貴的天人，也会有壽盡之時，將要命終時會出現“天人五衰”，命終後再度進入輪回。
佛教斷然否定其他宗教能控制自然的創造和宇宙的生滅的神明，佛教仅仅认为鬼神具神通、大福報，且壽命很長，但沒有達到一些其他宗教所声称的地步，並認為只要是行十善之眾生而不一定要成聖，都可能成爲天人。崇拜鬼神在佛教界定上類似祖先崇拜，並認為部份其他宗教的神是高級天人（如印度教的梵天、毗濕奴和濕婆），但並非成佛，仍然在三界輪迴中。佛教的世界是有神靈存在的，但並不是造物主。
佛教所倡導的是教育所有眾生以般若智慧的修行並發出離心，最終成佛，達到不生不滅的涅槃境界，解脫輪迴之苦。這些鬼神也屬於眾生，是佛教要教化的對象，佛教認為在悉達多太子成爲釋迦牟尼佛以後，天地鬼神都尊奉他爲最上的天人師、世尊，在佛教的弘揚和發展過程中，始終伴隨著神靈的護持，祂們被尊稱為護法神。佛教供奉的對象有三種，一種是佛、菩薩、辟支佛這些已經出離輪迴的聖人，以及他們的化身（如彌勒菩薩的化身布袋和尚）；第二種是護法神，對他們表達敬意和謝意；第三種就是阿羅漢和僧伽，這些聖人才是應該皈依的對象，而且應當做指導眾生離苦得樂的心靈導師，而不是崇拜求保佑和功利的對象。

### 印度教
印度教的前身是婆羅門教，是一類多神教信仰。其中有三大主神，濕婆、梵天、毗濕奴。
「梵天」又名「婆羅門」，是三大主神的第一神：是創造宇宙萬有者。與猶太教相同，印度境內只有一座供俸梵天的聖殿。

### 日本神祇、神道
在日本，神對於神道信仰是一種令人敬畏及信仰的對象。神道以自然崇拜為主，屬於泛靈多神信仰，將自然界各種動植物及精靈，及英雄豪傑死後的靈魂視為神祇。日本神話也有所謂“八十万神”或“八百万神”的說法，顯示神道中的神祇非常多。
神道信仰當中的神祇大致可以區分為幾個類型：
1. 創造世界萬物的造物神 - 伊奘諾尊、伊奘冉尊等
2. 自然界、自然現象、思想、疾病、災難等神格化的神祇 - 日神（天照大神）、月神（月讀尊）、火神（軻遇突智）、風神（級長戸邊命）、海神（少童命）、川神（速秋津日命）、山神（山祇）、木神（句句廼馳）、野神（草野姬）、金神（金山彥）、土神（埴山姬）、水神（罔象女）、雷神、雨神、瘟神等
3. 領導人（天皇等）、著名人物神格化的神祇[6]

## 神的特性

### 多神教和神化
有些多神教的信仰（如道教）中，神祇可以是英雄或聖賢在活著的時候或死後變成的，但卻不一定以神祇之名稱呼，例如稱為仙。
在希臘神話中，神的性格和人相似。

### 一神教
一神教认为只存在一个囊括一切的神，与“神”存在的还有各种等级的天使与魔鬼。
但這並非意味著絕對地否認供奉先賢，只是拒絕過分神化，通常稱之為稱為先知或聖人。

### 祖靈崇拜
祖先崇拜中的“神”是祖先的灵魂，祖先崇拜的信仰者认为祖先的灵魂仍然存在，仍然会影响到现世，并且对子孙的生存状态有影响的信仰。

### 泛神論
泛神论者认为“神”就存在于自然界一切事物之中，并没有另外的超自然的主宰或精神力量。这种观点流行于十六世纪至今，代表人物有布鲁诺、斯宾诺莎、爱因斯坦等。

### 政教合一
政教合一是指把“政治”力量和“宗教”力量整合在一起。例如中国人將帝王稱為天子，是天意的代言人，具有神性；西方過去也有君權神授的相似概念。現時伊朗和梵蒂岡是少數政教合一的國家。

### 無神論
无神论者认为“神”這個說法是不存在的。部分无神论者的另外的一个观点为：‘世界由物质组成，如果没有物质作為依靠，精神是没办法存在。’